# Little Hollywood
Little Hollywood is een nummer van de Duitse dj Alle Farben en de Nederlandse zanger Janieck Devy uit 2017. Het is de eerste single van Sticker on My Suitcase, het derde studioalbum van Alle Farben.
"Little Hollywood" beschrijft een mentaliteit van leven in een eigen wereld, en de onverschilligheid ten opzichte van de maatschappij daarbuiten. Volgens de tekst weerspiegelt deze mentaliteit de levensstijl van mensen uit Hollywood. Het nummer werd een hit in het Duitse taalgebied en bereikte een bescheiden 14e positie in Alle Farbens thuisland Duitsland. In Nederland zat het nummer in Repeat of niet op Qmusic en werd het regelmatig door dat station gedraaid. Desondanks sloeg de plaat niet aan en werden geen Nederlandse hitlijsten gehaald.

## Tracklijst
- Muziekdownload

1. "Little Hollywood" - 3:02